# Wilhelmus Hoppenbrouwers
Wilhelmus Hoppenbrouwers (Breda, 16 januari 1763 - Son, 19 februari 1839) was burgemeester van de stad  Eindhoven. Hij was een zoon van leerlooier Franciscus Joannes Hoppenbrouwers (1725-1792) en Wilhelmina van Bavel. 
Hoppenbrouwers was herbergier, looier en in 1801 en 1802 burgemeester van Eindhoven.
Hij trouwde te Eindhoven op 19 juni 1791 1e met Johanna Geertruijda Vriends, gedoopt in Eindhoven op 18 november 1761; 2e op 12 augustus 1798 te Eindhoven met Lucia van de Ven, gedoopt in Eindhoven op 3 april 1762, overleden te Eindhoven 18 september 1800, dochter van Burgemeester  Andreas van de Ven en Anna Maria van Exel; 3e op 10 februari 1805 te Eindhoven met Maria Catharina Lebesque, gedoopt in Stevensweert op 31 augustus 1779 , overleden in Eindhoven op 21 september 1824, dochter van Felix Lebesque en Johanna Wijnen. 